# I Am the Cheese
I Am the Cheese es una película estadounidense de 1983 dirigida por Robert Jiras, basada en la novela homónima de 1977 escrita por Robert Cormier. Fue protagonizada por Robert MacNaughton, Frank McGurran, Don Murray, Robert Wagner, Hope Lange, Cynthia Nixon, Robert Cormier, Joey Jerome, Ronnie Bradbury, Robert Dutil y Paul Romero. La película se estrenó el 11 de noviembre de 1983. 

## Sinopsis
Un adolescente llamado Adam Farmer (Robert MacNaughton) lucha por reconstruir su realidad después de un evento traumático.

## Reparto
- Robert MacNaughton - Adam Farmer/Paul Delmonte
- Frank McGurran - Adam niño
- Don Murray - David Farmer/Anthony Delmonte
- Robert Wagner - Dr. Brint
- Hope Lange - Betty Farmer
- Cynthia Nixon - Amy Hertz
- Robert Cormier - Sr. Hertz
- Joey Jerome - Whipper
- Ronnie Bradbury - Corn
- Robert Dutil - Jed
- Paul Romero - Coke

- Datos: Q5976179